# Google+
Google+ là dịch vụ mạng xã hội vận hành bởi Google. Dịch vụ này được đưa ra công chúng vào ngày 28 tháng 6 năm 2011, khi bắt đầu giai đoạn thử nghiệm, người tham gia phải có thư mời tham gia để đăng ký. Ngay ngày hôm sau, thành viên được mời tham gia dịch vụ để tạo tài khoản riêng. Tuy nhiên, việc mở rộng này đã nhanh chóng bị dừng lại chỉ một ngày sau đó do "nhu cầu điên cuồng" (insane demand) mở tài khoản.Google+ được xây dựng trên cơ sở một giao thức (layer) không chỉ tích hợp các dịch vụ xã hội khác nhau của Google, như Google Profiles và Google Buzz, mà còn giới thiệu nhiều chức năng mới như Circles, Hangouts, Sparks và Huddles. Đây được coi là nỗ lực lớn nhất của Google nhằm chống lại đối thủ là mạng xã hội Facebook vốn đã đạt được hơn một nửa tỷ người sử dụng vào năm 2010.

## Các chức năng

Ví dụ về Google+ Stream

- "Circles" cho phép người dùng tổ chức danh bạ thành các nhóm để chia sẻ trên nhiều sản phẩm và dịch vụ của Google+. Một giao diện kéo-thả cho phép người dùng tham gia vào các nhóm theo lựa chọn của mình.
- "Huddle" là chức năng cho phép kết nối với các thiết bị Android, iPhone, và SMS để giao tiếp với các nhóm.
- "Hangouts" là chức năng được sử dụng để hỗ trợ video chat theo nhóm.
- "Instant Upload" chú trọng phát triển cho các thiết bị di động dùng hệ điều hành Android; nó chứa ảnh hoặc video trong các album riêng để chia sẻ sau.
- "Sparks" là chức năng đầu cuối của Google Search, cho phép người dùng xác định các chủ đề họ có thể thích để chia sẻ với người khác; hệ thống "gợi ý theo sở thích" cũng được hỗ trợ và dựa theo các chủ để mà nhiều người khác cũng thấy thích.
- Thông qua "Streams", người dùng thấy được các cập nhật mới nhất từ những nhóm circles của họ, chức năng này giống như bảng tin của Facebook. (Facebook's news feed).

## Đóng cửa phiên bản cho người tiêu dùng
Do mức độ tham gia của người dùng thấp và các lỗi thiết kế phần mềm có khả năng cho phép các nhà phát triển bên ngoài truy cập vào thông tin cá nhân của người dùng, API dành cho các nhà phát triển của Google+ đã bị ngừng vào ngày 7 tháng 3 năm 2019. Sau đó, Google+ đã ngừng hoạt động vào ngày 2 tháng 4 năm 2019. Tuy nhiên, Google+ vẫn được sử dụng thành Google+ cho Doanh nghiệp tập trung vào mạng xã hội nội bộ của công ty là người dùng G-Suite.Vào đầu tháng 4 năm 2019, Google đã chính thức khai tử dịch vụ Google+ sau 8 năm thành lập ra dịch vụ này.